# I-divisioona 2010
La I-divisioona 2010 è la 28ª edizione del campionato di football americano di secondo livello, organizzato dalla SAJL.

## Squadre partecipanti
| Club                 | Città    | Stadio | Sponsor ufficiale | Risultato nella stagione 2009 |
| -------------------- | -------- | ------ | ----------------- | ----------------------------- |
| Helsinki 69ers       | Helsinki |        |                   |                               |
| Kouvola Indians      | Kouvola  |        |                   |                               |
| Oulu Northern Lights | Oulu     |        |                   |                               |
| Pori Bears           | Pori     |        |                   |                               |
| Vantaan TAFT         | Vantaa   |        |                   |                               |

## Stagione regolare

### Calendario

#### Anticipi 1
| Oulu 9 maggio 2010, ore 14:00 | Oulu Northern Lights | 26 – 19 (0-0 13-7 7-6 6-6) referto | Kouvola Indians | Castrenin urheilukeskus (0 spett.)\| Arbitro: \| S. Sankala \| |
| Arbitro:                      | S. Sankala           |                                    |                 |                                                                |

#### 1ª giornata
| Helsinki 15 maggio 2010, ore 17:00 | Helsinki 69ers | 26 – 21 (0-0 14-21 6-0 6-0) referto | Pori Bears | Velodromo di Helsinki (222 spett.)\| Arbitro: \| Riihijarvi \| |
| Arbitro:                           | Riihijarvi     |                                     |            |                                                                |

#### 2ª giornata
| Helsinki 22 maggio 2010, ore 17:00 | Helsinki 69ers | 19 – 3 (7-3 6-0 0-0 6-0) referto | Oulu Northern Lights | Velodromo di Helsinki (213 spett.)\| Arbitro: \| Riihijarvi \| |
| Arbitro:                           | Riihijarvi     |                                  |                      |                                                                |

| Vantaa 22 maggio 2010, ore 18:00 | Vantaan TAFT | 42 – 25 (0-3 21-0 7-14 14-8) referto | Pori Bears | ISS Stadion (0 spett.)\| Arbitro: \| A. Tegelberg \| |
| Arbitro:                         | A. Tegelberg |                                      |            |                                                      |

#### 3ª giornata
| Kouvola 29 maggio 2010, ore 15:00 | Kouvola Indians | 14 – 27 (0-7 0-13 6-0 8-7) referto | Pori Bears | Kouvolan keskuskenttä (100 spett.)\| Arbitro: \| J. Korpla \| |
| Arbitro:                          | J. Korpla       |                                    |            |                                                               |

| Vantaa 29 maggio 2010, ore 19:00 | Vantaan TAFT | 37 – 29 (d.t.s.) (15-7 6-8 8-8 0-6 8-0) referto | Helsinki 69ers | ISS Stadion (0 spett.) |

#### 4ª giornata
| Pori 6 giugno 2010, ore 17:00 | Pori Bears | 28 – 14 (6-7 8-0 0-7 14-0) referto | Oulu Northern Lights | Porin urheilukeskus (350 spett.)\| Arbitro: \| Enonkoski \| |
| Arbitro:                      | Enonkoski  |                                    |                      |                                                             |

| Kouvola 7 giugno 2010, ore 18:30 | Kouvola Indians | 26 – 6 (6-0 6-0 6-0 8-6) referto | Vantaan TAFT | Kouvolan keskuskenttä (150 spett.)\| Arbitro: \| M. Makarainen \| |
| Arbitro:                         | M. Makarainen   |                                  |              |                                                                   |

#### 5ª giornata
| Oulu 12 giugno 2010, ore 16:00 | Oulu Northern Lights | 36 – 42 (0-0 17-21 7-14 12-7) referto | Vantaan TAFT | Castrenin urheilukeskus (0 spett.) |

| Helsinki 12 giugno 2010, ore 17:00 | Helsinki 69ers | 24 – 21 (0-0 0-13 16-6 8-2) referto | Kouvola Indians | Velodromo di Helsinki (59 spett.)\| Arbitro: \| Riihijarvi \| |
| Arbitro:                           | Riihijarvi     |                                     |                 |                                                               |

#### 6ª giornata
| Pori 19 giugno 2010, ore 17:00 | Pori Bears  | 0 – 14 (0-0 0-0 0-14 0-0) referto | Helsinki 69ers | Porin urheilukeskus (100 spett.)\| Arbitro: \| A. Lipsanen \| |
| Arbitro:                       | A. Lipsanen |                                   |                |                                                               |

| Kuusankoski 20 giugno 2010, ore 14:00 | Kouvola Indians | 39 – 6 (13-0 6-0 13-6 7-0) referto | Oulu Northern Lights | Kuusankosken Urheilupuisto (237 spett.)\| Arbitro: \| J. Lehtinen \| |
| Arbitro:                              | J. Lehtinen     |                                    |                      |                                                                      |

#### 7ª giornata
| Oulu 3 luglio 2010, ore 16:00 | Oulu Northern Lights | 22 – 8 (6-0 10-8 6-0 0-0) referto | Helsinki 69ers | Castrenin urheilukeskus (0 spett.) |

| Pori 4 luglio 2010, ore 17:00 | Pori Bears | 6 – 39 (6-14 0-13 0-0 0-12) referto | Vantaan TAFT | Porin urheilukeskus (250 spett.)\| Arbitro: \| Enonkoski \| |
| Arbitro:                      | Enonkoski  |                                     |              |                                                             |

#### 8ª giornata
| Helsinki 10 luglio 2010, ore 17:00 | Helsinki 69ers | 22 – 46 (14-13 0-7 8-7 0-19) referto | Vantaan TAFT | Velodromo di Helsinki (145 spett.)\| Arbitro: \| M. Makarainen \| |
| Arbitro:                           | M. Makarainen  |                                      |              |                                                                   |

| Pori 11 luglio 2010, ore 17:00 | Pori Bears | 7 – 20 (0-7 0-6 7-7 0-0) referto | Kouvola Indians | Herralahden kenttä (200 spett.)\| Arbitro: \| Enonkoski \| |
| Arbitro:                       | Enonkoski  |                                  |                 |                                                            |

#### 9ª giornata
| Oulu 8 agosto 2010, ore 13:00 | Oulu Northern Lights | 41 – 21 (7-7 14-0 7-14 13-0) referto | Pori Bears | Castrenin urheilukeskus (0 spett.) |

| Vantaa 9 agosto 2010, ore 18:30 | Vantaan TAFT | 42 – 22 (15-7 13-8 0-7 7-7) referto | Kouvola Indians | ISS Stadion (0 spett.) |

#### 10ª giornata
| Vantaa 14 agosto 2010, ore 13:00 | Vantaan TAFT | 14 – 17 (0-7 7-0 0-0 7-10) referto | Oulu Northern Lights | ISS Stadion (0 spett.) |

| Kouvola 14 agosto 2010, ore 15:00 | Kouvola Indians | 19 – 48 (6-6 0-22 0-7 13-13) referto | Helsinki 69ers | Kouvolan keskuskenttä (80 spett.) |

### Classifica
La classifica della regular season è la seguente:
- PCT = percentuale di vittorie, G = partite giocate, V = partite vinte,  P = partite perse, PF = punti fatti, PS = punti subiti

| Pos. | Squadra              | PCT  | G | V | N | P | PF  | PS  |
| ---- | -------------------- | ---- | - | - | - | - | --- | --- |
| 1    | Vantaan TAFT         | .750 | 8 | 6 | 0 | 2 | 268 | 183 |
| 2    | Helsinki 69ers       | .625 | 8 | 5 | 0 | 3 | 190 | 169 |
| 3    | Oulu Northern Lights | .500 | 8 | 4 | 0 | 4 | 165 | 190 |
| 4    | Kouvola Indians      | .375 | 8 | 3 | 0 | 5 | 180 | 186 |
| 5    | Pori Bears           | .250 | 8 | 2 | 0 | 6 | 135 | 210 |

## Playoff

### Tabellone
|  | Semifinali | Semifinali           | Semifinali |                      |    | XXVI Spagettimalja | XXVI Spagettimalja | XXVI Spagettimalja |  |
|  |            |                      |            |                      |    |                    |                    |                    |  |
|  | 1          | Vantaan TAFT         | 44         |                      |    |                    |                    |                    |  |
|  | 1          | Vantaan TAFT         | 44         |                      |    |                    |                    |                    |  |
|  | 4          | Kouvola Indians      | 38 o.t.    |                      |    |                    |                    |                    |  |
|  | 4          | Kouvola Indians      | 38 o.t.    |                      | 1  | Vantaan TAFT       | 38                 |                    |  |
|  |            |                      |            |                      | 1  | Vantaan TAFT       | 38                 |                    |  |
|  |            |                      | 3          | Oulu Northern Lights | 13 |                    |                    |                    |  |
|  | 2          | Helsinki 69ers       | 3          | Oulu Northern Lights | 13 | 20                 |                    |                    |  |
|  | 2          | Helsinki 69ers       |            |                      |    |                    |                    |                    |  |
|  | 3          | Oulu Northern Lights | 38         |                      |    |                    |                    |                    |  |

### Semifinali
| Vantaa 21 agosto 2010, ore 19:00 | Vantaan TAFT | 44 – 38 (d.t.s.) (3-0 7-21 7-0 7-3 20-14) referto | Kouvola Indians | ISS Stadion (0 spett.) |

| Helsinki 22 agosto 2010, ore 17:00 | Helsinki 69ers | 20 – 38 (0-14 0-7 0-3 20-14) referto | Oulu Northern Lights | Velodromo di Helsinki (294 spett.)\| Arbitro: \| Enonkoski \| |
| Arbitro:                           | Enonkoski      |                                      |                      |                                                               |

### XXVI Spagettimalja
| Vantaa 28 agosto 2010, ore 16:00 | Vantaan TAFT  | 38 – 13 (7-0 17-3 7-10 7-0) referto | Oulu Northern Lights | ISS Stadion (347 spett.)\| Arbitro: \| M. Makarainen \| |
| Arbitro:                         | M. Makarainen |                                     |                      |                                                         |

## Verdetti
- Vantaan TAFT Vincitori dello Spagettimalja 2010

## Marcatori
| Giocatore     | Sq.                  | TD rush | TD recv | TD int | TD p.ret | TD k.ret | TD oth | Xp1 | Xp2 | FG  | Saf | Totale |
| ------------- | -------------------- | ------- | ------- | ------ | -------- | -------- | ------ | --- | --- | --- | --- | ------ |
| N. Lewis      | Pori Bears           | 12      | 1       | 0      | 0        | 0        | 0      | 0   | 1   | 0   | 0   | 80     |
| Heinisalo     | Kouvola Indians      | 0       | 9+3     | 0      | 0        | 0        | 0      | 1   | 1   | 0   | 0   | 75     |
| M. Suutari    | Oulu Northern Lights | 9+2     | 1       | 0      | 0        | 0        | 0      | 0   | 0   | 0   | 0   | 72     |
| B. Jones      | Vantaan TAFT         | 9       | 2       | 0      | 0        | 0        | 0      | 0   | 1   | 0   | 0   | 68     |
| D. Williams   | Vantaan TAFT         | 0       | 4+3     | 1      | 1        | 2        | 0      | 0   | 0   | 0   | 0   | 66     |
| P. Utriainen  | Vantaan TAFT         | 0       | 7+3     | 0      | 0        | 0        | 0      | 0   | 0   | 0   | 0   | 60     |
| M. Lautamatti | Kouvola Indians      | 0+1     | 7+1     | 0      | 0        | 0        | 0      | 0   | 2   | 0   | 0   | 58     |
| 2 giocatori   | 52                   |         |         |        |          |          |        |     |     |     |     |        |
| 2 giocatori   | 48                   |         |         |        |          |          |        |     |     |     |     |        |
| 2 giocatori   | 36                   |         |         |        |          |          |        |     |     |     |     |        |
| A. Saloranta  | Oulu Northern Lights | 0       | 4+1     | 0      | 0        | 0        | 0      | 0   | 0   | 0   | 0   | 30     |
| A. Dahlman    | Helsinki 69ers       | 2       | 0       | 0      | 0        | 0        | 0      | 5   | 4   | 0   | 0   | 25     |
| 2 giocatori   | 24                   |         |         |        |          |          |        |     |     |     |     |        |
| 2 giocatori   | 20                   |         |         |        |          |          |        |     |     |     |     |        |
| 4 giocatori   | 18                   |         |         |        |          |          |        |     |     |     |     |        |
| 2 giocatori   | 14                   |         |         |        |          |          |        |     |     |     |     |        |
| 6 giocatori   | 12                   |         |         |        |          |          |        |     |     |     |     |        |
| E. Rajala     | Kouvola Indians      | 0       | 0       | 0      | 0        | 0        | 0      | 2+5 | 0   | 0+1 | 0   | 10     |
| N. Sandhu     | Pori Bears           | 1       | 0       | 0      | 0        | 0        | 0      | 0   | 1   | 0   | 0   | 8      |
| 8 giocatori   | 6                    |         |         |        |          |          |        |     |     |     |     |        |
| 3 giocatori   | 2                    |         |         |        |          |          |        |     |     |     |     |        |
| 2 giocatori   | 1                    |         |         |        |          |          |        |     |     |     |     |        |

- Miglior marcatore della stagione regolare: N. Lewis ( Pori Bears), 80
- Miglior marcatore dei playoff: J. Taina ( Oulu Northern Lights), 19
- Miglior marcatore della stagione: N. Lewis ( Pori Bears), 80

## Passer rating
| Giocatore   | Sq.                  | G   | Att    | Comp   | Int  | Yds      | TD   | NFL    | NCAA   |
| ----------- | -------------------- | --- | ------ | ------ | ---- | -------- | ---- | ------ | ------ |
| Carpelan    | Helsinki 69ers       | 6+1 | 150+23 | 96+14  | 5+4  | 1191+115 | 15+2 | 97,60  | 149,02 |
| Kadmiry     | Vantaan TAFT         | 8+2 | 206+53 | 106+31 | 4+1  | 1382+460 | 18+9 | 102,50 | 143,18 |
| K. Blum     | Kouvola Indians      | 7+1 | 184+34 | 87+12  | 10+0 | 1186+204 | 16+4 | 77,96  | 120,07 |
| D. Sicardo  | Kouvola Indians      | 2   | 23     | 11     | 3    | 140      | 3    | 67,30  | 115,91 |
| S. Mackey   | Oulu Northern Lights | 3+2 | 92+43  | 44+26  | 4+1  | 591+312  | 2+3  | 70,08  | 112,85 |
| G. Collins  | Oulu Northern Lights | 5   | 140    | 65     | 6    | 785      | 4    | 55,80  | 94,39  |
| N. Sandhu   | Pori Bears           | 8   | 161    | 71     | 8    | 723      | 5    | 47,19  | 82,13  |
| J. Thomas   | Helsinki 69ers       | 5+1 | 57+4   | 22+2   | 3+0  | 257+37   | 1+0  | 39,92  | 75,40  |
| L. Heikkila | Oulu Northern Lights | 0+1 | 0+10   | 0+2    | 0+2  | 0+17     | 0+0  | 0,00   | -5,72  |

- Miglior QB della stagione regolare: Carpelan ( Helsinki 69ers), 157,03
- Miglior QB dei playoff: Kadmiry ( Vantaan TAFT), 183,66
- Miglior QB della stagione: Carpelan ( Helsinki 69ers), 149,02